# 明安 (科尔沁部)
明安（转写：Minggan），博尔济吉特氏（黄金家族后裔），蒙古科尔沁贝勒。《满文老档》称他为明安老人。
《清史稿·明安传》中，将他与另一位兀鲁特部明安贝勒混淆，误为一人。

## 生平
明安为科尔沁部贝勒，纳穆赛之子，有兄弟二人，莽古斯、孔果尔。对明安最早的记载是与1593年的古勒山之战相关。此战中，努尔哈赤打败明安参加的九部联军。明安骑的马陷入泥淖中，只得骑一匹没有马具的马逃走。次年，明安、喀尔喀贝勒老萨相继遣使，与努尔哈赤通好。从此，蒙古诸部与努尔哈赤部通使不绝。努尔哈赤听说闻明安的女儿博尔济吉特氏贤惠，派使礼聘。壬子年（1612年）正月，明安送女至，努尔哈赤以礼迎，完成婚礼。
天命二年（1617年）正月，明安来朝，努尔哈赤出迎百里，在诸富尔简冈设宴慰劳。向努尔哈赤献驼十、马牛各百，深受礼遇，赐四十民户。
《满文老档》中，有明安多次派人、代表科尔沁部交往后金的记录。最后记录为天命八年（1623年）六月。现代研究者，认为明安在天命九、十年间逝世。此后，代表科尔沁部交往后金的是明安的从侄奥巴。
顺治七年（1650年）四月，清廷因明安“有大功”，封其孙彰吉伦为郡王，子孙世袭罔替（晚清时为扎萨克博多勒噶台亲王，为此增设该部一札萨克，为科尔沁左翼后旗）。

## 儿子
- 长子，栋果尔
  - 子彰吉伦
  - 女杜勒玛，为豪格（努尔哈赤孙、皇太极子）继福晋[1]
- 四子，桑噶尔寨
  - 女，为多尔衮（努尔哈赤子）最初迎娶的福晋[1]
  - 女，为祜塞福晋（努尔哈赤孙、代善子）[1]

## 延伸阅读
[在维基数据编辑]
 《清史稿·卷229》，出自趙爾巽《清史稿》